# ハルベの戦い
ハルベの戦い（独: Kessel von Halbe、露: Хальбский "котел", Halbe cauldron、英: Battle of Halbeは、1945年4月25日から4月29日ベルリン東南部の森林帯でソビエト赤軍と米軍に包囲されていたテオドーア・ブッセ率いる第9軍が撃破され、第12軍と合流するまでの戦いである。

## 背景
1945年4月16日、ソビエト赤軍はオーデル・ナイセのラインを越えて、ベルリンへの攻撃を開始した。当初、第9軍はゼーロウ高地で第1白ロシア方面軍(司令官ゲオルギー・ジューコフ)に対する防衛を行っていたが、ナイセ川からの第1ウクライナ方面軍(司令官イワン・コーネフ)の攻撃によってその動きを封じ込められた。4月20日、第9軍がベルリン東南部へ退却したことにより、第1白ロシア方面軍がベルリン包囲することを可能にした。
第1ウクライナ方面軍のこの早い進撃のために、第9軍はベルリンの南と東からの双方から強力な猛攻を受け、包囲の危機にさらされた。特に南からのソビエト赤軍第3戦車軍、第4戦車軍の攻撃は第9軍の防衛線を突破し、深く侵入を許していた。

## 包囲

### ドイツ軍の対応
第1ウクライナ方面軍の攻撃により、中央軍集団(司令官フェルディナント・シェルナー)の大部分がチェコスロバキアへ通じる南西方向の街道沿いに撤退したが、その内第4装甲軍(司令官フリッツ＝フーベルト・グレーザー）麾下の第5軍団はフォルスト北方で包囲されながらもコトブスを保持していたのでヴァイクセル軍集団(司令官ゴットハルト・ハインリツィ)へ配置転換、第9軍に所属することになった。第4装甲軍はソビエト赤軍第1ウクライナ方面軍の側面へ南方から攻撃を行い、小規模ながらも進撃を停止させた。そこでナチス・ドイツ総統アドルフ・ヒトラーは第9軍にコトブスの保持をしながら戦線を整理して北方へ進撃するよう命令した。これが成功すれば、第1ウクライナ方面軍を南北から挟撃、包囲することが可能であり、またヴァイクセル軍集団の第3装甲軍(司令官ハッソ・フォン・マントイフェル)が第1白ロシア方面軍の突出部を包囲、第3SS装甲軍団(司令官フェリックス・シュタイナー）がベルリン北方を制圧することを可能にするはずだった。その命令が発せられた日、シュタイナーは任務遂行のための十分な兵力を保持しておらず、ヴァイクセル軍集団司令官ハインリツィは第9軍が速やかに後退しなければ、ソビエト赤軍に包囲されると総司令部に報告した。特に、ベルリン北西部への撤退はすでに機を逸しており、西へ撤退すべきと強調した。ハインリツィはヒトラーの同意がなくても、部隊を撤退させるつもりであった。
4月22日、午後の作戦会議でハインリツィが命令通りに行動する気がないことを知ったヒトラーは大激怒し、この戦争は敗北するだろうと国防軍首脳を非難し、自身はベルリンに留まり、最後の時は自殺すると宣言した。国防軍最高司令部 (OKW) のアルフレート・ヨードル上級大将はヒトラーの怒りを納めるため、エルベ川西岸のアメリカ軍が東に動くとは思われないのでそこに対峙している第12軍はベルリン救援に駆け付けられると発言した。ヒトラーは第12軍(司令官ヴァルター・ヴェンク）がアメリカ軍との対峙を中止してベルリン救援に駆けつければ、第9軍と連携が可能になると考え、そこでヒトラーはハインリツィに部隊の移動を許可した。
ヒトラーは第12軍がベルリン救援に駆けつけ、第9軍と連携してソ連を撃破できると考えていたが、ハインリツィ、ブッセ、ヴェンクらはそう考えていなかった。しかしこのヒトラーの命令のおかげで第9軍が包囲を突破して第12軍と連携し、多くの民衆や兵士を西部戦線へ脱出させることが可能となった。そして4月25日0時過ぎ、攻撃を効果的に行う為の自由裁量がブッセに与えられたことにより、さらにこのことの成功率を高めることになった。

### 第9軍の状況
第9軍は包囲される前、ゼーロウ高地戦で大損害を被っていた。包囲された直後、第9軍は1000門未満の火砲・迫撃砲、79両の戦車、150から200両の戦闘車両を所持、約80000名の兵力が存在していたと考えられている。第9軍は第11SS装甲軍団、第5SS山岳軍団、新たに編入された第5軍団が中核を成しており、さらにフランクフルト守備隊も含まれていた。また、第11SS装甲軍団は36両の戦車、第503SS重戦車大隊は14両のティーガーIIを保持していると報告されている。
4月25日、26日には空路補給が試みられたが、輸送機が補給ポイントを発見できなかった為、失敗に終わった。
第1白ロシア方面軍と第1ウクライナ方面軍によって第9軍が追い込まれたのはフュルステンヴァルデ/シュプレーの東南のシュプレーの森と湖沼地帯だった。ソ連軍はベルリンの主目標の包囲と突破のため、ポケットに押し込んだ残存戦力の掃討に向かった。4月25日午後、ソビエト第2親衛騎兵軍団、第3軍、第33軍、および第69軍はジューコフの命令で東北方向から第9軍を攻撃した。コーネフは、第9軍がベルリン-ドレスデン間のアウトバーンをトイピッツ湖付近で西へ血路を開こうとしていることに気付いていた。そこでジューコフが攻撃を開始した日、コーネフはベルリン-ドレスデン間のアウトバーンを封鎖するために第28軍とそれを支援する第3親衛軍を送った。

### ソビエト赤軍の対応
第9軍を包囲していたソビエト赤軍は約28万の兵士、7400以上の火砲・迫撃砲、280両以上の戦車、自走砲、1500機以上の航空機が用意されていた。さらに4月25日、6個航空軍団や第1親衛突撃師団が送られた。
このように包囲網の西側には徹底した布陣が行われたがさらに北側より
- ミッテンヴァルデ（英語版）、モッツェン（ドイツ語版）方面より第28軍[8]、第128狙撃軍団
- トルノウ（ドイツ語版）、ラーデラント（ドイツ語版）、バールート/マルク、ゴルセン（英語版）方面より第3親衛狙撃軍団[8]
- ハルベ南側より第3親衛軍[9]、第120軍団
- ベルリン-ドレスデン間のアウトバーンをリュッベン（英語版）の西から第21狙撃軍団
- ルッケンヴァルデ（英語版）付近に第13軍、第102狙撃軍団らが第117親衛狙撃師団
- ユーターボーク（英語版）(ドイツ国防軍砲兵学校が存在しており、カール自走臼砲の本拠地でもある)付近に第27狙撃軍団所属の第280狙撃師団

装甲部隊としては第3親衛戦車軍配下第9機械化軍団の第71機械化旅団がトイピッツ-ノイホーフ間に、第4親衛戦車旅団、第68親衛戦車旅団がクマースドルフ＝グート付近に、第3親衛戦車軍配下第25戦車軍団がデューベン付近にそれぞれ配置されていた。第3親衛戦車軍と第13軍は増強されており、ドイツ軍の退路を封鎖することになっていた。特に第3親衛戦車軍が受け持つトイロウ-ブリーゼン間への補強には第1親衛突撃師団
がさらに送られた。

## 包囲からの脱出

### 第12軍の攻撃と第9軍の計画
第9軍を救出するために第12軍の攻撃が4月24日に第20軍団を中心に始まった。夜間にテオドール･ケルナーRAD（国家労働奉仕団）師団がトロイエンブリーツェン付近で第5親衛機械化軍団に攻撃をかけた。翌25日、シャルンホスト師団がベーリッツ周辺にて第4親衛戦車軍配下の第6親衛機械化軍団側面の手薄な部分に突出部を形成した。そしてその突出部を利用して、ウルリヒ･フォン・フッテン師団はシャルンホスト師団と共にベルリンへの通路を確保するためにポツダムまで進撃することを試み、その他の部隊は第9軍と接触するために東側へ攻撃を続けた。
ブッセは、第9軍は「イモムシの様に西進中」とヴェンクに伝えた。ブッセの計画ではSS第502重戦車大隊が先頭になって道を切り開き、後方からのソビエト赤軍の追撃を振り切るものであった。
4月25日から26日にかけての夜、ヒトラーは新たな命令を第9、12両軍に命令を発した。
それは以下のようなものである。
- 第12軍は東へ進撃し、ベーリッツ-フェルヒ（ドイツ語版）間の第4親衛戦車軍を分断して第9軍と接触する。
- 第9軍はシュプレーヴァルト-フュルステンヴァルデ間で戦線を形成し、西へ進撃し、第12軍と接触する。
- 両軍の接触後、連携して北進し、ソビエト赤軍を撃破してベルリンへの通路を確保する。[17]

第9軍は4月28日14時に最後の作戦会議を開いている。すでに第5軍団、第5SS山岳軍団によるベルリン接触は失われており、ハルベへの退却のみが可能であることはソビエト赤軍戦力情報が無い状態でも推測するのは簡単であった。会議前、第9軍の指揮統制はすでに乱れて、ヴァイクセル軍集団との連絡が取れなくなっており、一部の部隊が把握できている状態であった。そして作戦を遂行するための地図も所持していなかった。
Tony le Tissier著作の「Slaughter at Halbe」によると、
「包囲された部隊の指揮統制を回復させなかったため、脱出を成功させることができなかったことはブッセの罪である。また、第9軍が包囲された直後に、包囲された部隊の指揮統制を失ってしまい、さらに司令部は包囲網脱出の際、前衛を勤める第502SS重戦車大隊の直後に配置した。そして、初期に包囲網突破を試みなかったのはブッセの罪である。」
4月28日に計画された第9軍の包囲突破計画の前衛には第502SS重戦車大隊とクーアマルク装甲擲弾兵師団の残存戦力が二つに分けられて行動することになり、北側に第502SS重戦車大隊、第9軍司令部、第11SS装甲軍団司令部、そしてクーアマルク装甲擲弾兵師団司令部が当てられた。第21装甲師団の残存戦力は北西を防御、第34SS義勇擲弾兵師団が最後尾を務めることになった。

### 最初の脱出の試み
4月25日早朝、ブッセは第21装甲師団より抽出されたフォン・ルック戦闘団と第35SS警察擲弾兵師団より抽出されたピプコルン戦闘団にルッケンヴァルデ-ユーターボークへ通じる道をバールート方向から突破するように命令した。ルック戦闘団は第125装甲擲弾兵連隊と第21装甲連隊の残余戦車で形成されており、エルベから進撃を開始した。リューディガー・ピプコルン親衛隊大佐率いるピプコルン戦闘団は第35SS警察擲弾兵師団と第10SS装甲師団から形成されており、シュレプツィヒから進撃した。ハンス・フォン・ルック大佐率いるフォン・ルック戦闘団は第9軍の退却路を確保し、維持することを命令されたが、避難民は同行を許されなかった。ルック戦闘団はバールート付近でソビエト赤軍第50親衛狙撃師団（増強されたIS-2をダッグイン陣地に配置）に遭遇するまでベルリン-ドレスデン間のアウトバーンの西側へ順調に進出した。一方、ピプコルン戦闘団はしばらくするとソビエト赤軍第329狙撃師団に遭遇、パンターを含む一部の部隊がバールートに至ったが、戦闘団は散り散りになった。バールートでは激戦と化したが、戦闘団が勝利する見込みはなかった。ブッセはルックにバールート付近に留まる事、ただし第12軍が東への戦闘を開始した場合、その連携攻撃時にはこの命令は破棄すると命令したが、ルックは従わずに部隊を解散させエルベ方面へ各々で脱出するよう命令した。
翌日もバールート一帯では戦闘が継続し、駆逐戦車部隊がダッグイン陣地のスターリン戦車を狩り出した。極少量の補給物資が空輸されたが、戦闘団にはソビエト赤軍の反撃に対応するだけの戦力が無かった。昼ごろ、ソビエト赤軍第4爆撃航空軍団所属の爆撃機55機による激しい爆撃があり、と同時に第1、第2航空襲撃軍団らが常時8~9機でトータルで500回以上の反復攻撃を行った為、戦闘団は大混乱を起こし多数の死傷者を出した。両戦闘団は撃破され、ソ連の資料によれば、5,000人の捕虜、40両の戦車、自走砲を撃破し200以上の小火器、迫撃砲を鹵獲したとされている。これらは脱出時に失われ、ピプコルンは戦死、ルックは4月27日、捕虜になり、少数の兵士がハルベに脱出することができた。

### 2回目の脱出の試み
翌朝、第9軍の前衛部隊がソビエト赤軍第3親衛軍、第28軍の間に防御の薄い箇所を発見、ソビエト赤軍の反撃を受ける前にアウトバーンを横切って突破することができた。戦闘は過酷で、特にソビエト赤軍第2航空軍の攻撃は凄惨を極め、2,459回の襲撃、1,683回の爆撃に及び、周辺は木々の破片で埋まるほどであった。さらにそこは松林の道悪な林道で有効的な反撃ができる状態ではなかった。その後、前衛はツォッセン南部、バールート北部でドイツ空軍が飛行場代わりに使用していた国道96号線に到着した。ブッセが西へ突破するだけでベルリンを救援に来る事がないことを知り、ヒトラーは激怒した。ヒトラーの命令は各部隊にベルリン救援に向かうよう指令されていたが、それに答える部隊はなかった。
26日から27日にかけて、第9軍はバールート方面へハルベ村南方から、そしてトイピッツの北方から西方への二つの軸を形成して脱出路を謀ることにした。しかし、少数のグループが前日のようにからくもソビエト赤軍の防衛線を突破したが、この攻撃は大規模な脱出には繋がらなかった。

### 3回目の脱出の試み
4月28日夜、第9軍はハルベから別の脱出を試み、なんとかソビエト赤軍第50親衛狙撃師団を突破して、ハルベから西方への通路を確保したが、彼らは非常に大きい代償を払うことになった。28日から29日にかけてソビエト赤軍はこれに対処するためにハルベ周辺のドイツ軍側面への戦力を強化、カチューシャ及び砲兵を集中させ、南方から攻撃を仕掛け第9軍の足止するために森林の木々を切り倒して道を封鎖した。ソ連砲兵の攻撃は森の木々を粉砕し、その破片は兵士を負傷させ、負傷した兵士はそのまま放置されるしかなかった。しかし、唯一、通行可能な林道を発見(後世に死の林道と名づけられる）、ありとあらゆる犠牲を払って第9軍は西へ脱出しようとあがいた。ドイツ軍は広範囲にわたってちらばり、部隊最後尾はシュトルコウで防戦をしていたが、前衛はベーリッツで第12軍と接触に成功した。この時、ハルベ周辺にはまだ大勢の部隊が存在し、ソビエト赤軍はこれを分断し、各個撃破しようとしていたので、第9軍は可能な限り速やかにこの経路を使用して第12軍との合流を目指した。ハルベで第9軍は大混乱しており、指揮系統がなんとか保たれている部隊には命令が出されていたが、命令が届かない部隊は混乱の極致にあり、その中で国防軍と武装SSの間に不信感が広がり、お互いに攻撃しあうなどの悲劇が起こっている。
次の数日間、戦闘はますます混乱を見せたが、ドイツ軍はソ連赤軍に攻撃を仕掛け、時折、押し戻した。しかし、ソビエト赤軍は砲兵と航空機でも反撃し、ドイツ軍側面の損失は非常に甚大で、約25,000人の第9軍将兵が南北に走る国道2号線の東側面を通り、ベーリッツで第12軍に接触、合流した。
しかし、これは戦闘の終了は意味したが、脱出の終わりを意味するものではなかった。第12軍と第9軍の残存兵は、アメリカ軍に降伏するために、戦線を後退させエルベ川方向へ西に向かって戦闘を継続した。しかし、エルベ川でアメリカ軍第9軍 第102歩兵師団が彼らを押しとどめたため、第9軍は突破はしたが、大部分はルッケンヴァルデ西方、第12軍からほんの10km離れたところで第4親衛戦車軍の北西方面からの攻撃で再度、囲まれていた。

## その後
ドイツ、ソ連両軍の損耗は激しかった。第二次世界大戦でドイツ軍側の大きな戦没者墓地がハルベにあるが、そこには約30,000人が埋葬されている。その内の約20,000人分が未確認ではあるが、1945年の戦死者である。ソビエト赤軍は、60,000名が戦死、120,000名を捕虜にしたと主張しているがこれは誇張であると考えられる。ソビエト赤軍は約20,000名が、この戦闘で戦死したが、この大部分はバールート-ツォッセン間の道路沿いの墓地に埋められている。ただし、これはあくまでも現在確認されている数字であり、毎年新たに発見される戦死者が存在している為、永遠に正確な数字が示されることはないだろう。

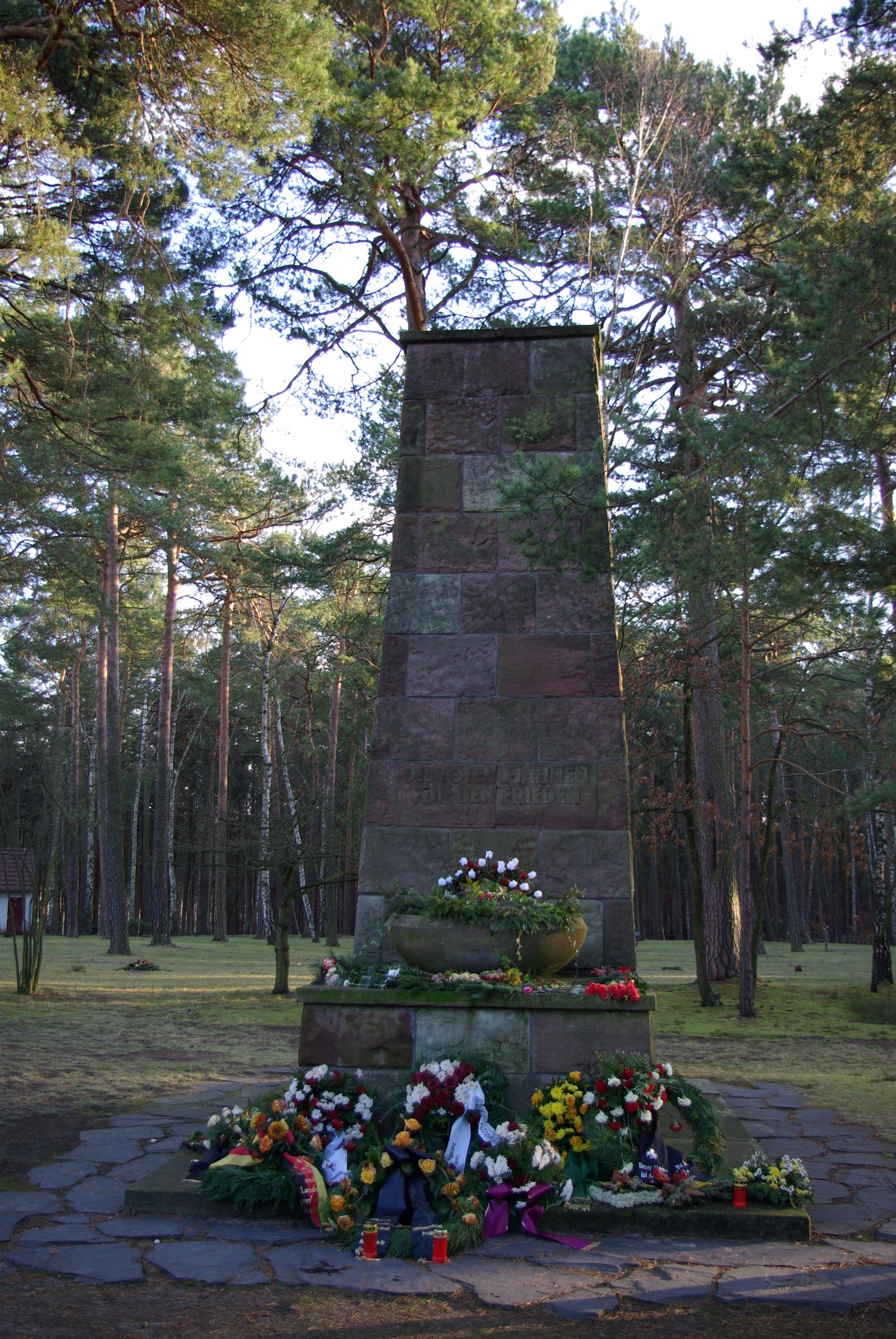
ハルベの森にある慰霊碑

| 「                      | 驚くべきことは戦死者や捕虜の大小ではなく、25,000の将兵と1,000もの市民がソビエト赤軍のあの重厚な防衛線を突破して脱出したことである。 | 」 |
| —アントニー・ビーヴァー | |    |

## 各軍の構成

### ソビエト赤軍
陸軍
- 第1白ロシア方面軍-ゲオルギー・ジューコフ
  - 第3軍 – A.V. Gorbatov
  - 第69軍 – V.Y. Kolpakchi
  - 第33軍 – V.D. Svotaev
  - 第2親衛騎兵軍団 – V.V.Kruhkov

- 第1ウクライナ方面軍-イワン・コーネフ
  - 第3親衛軍 – ワシーリー・ゴルドフ
  - 第13軍 - N.P.Phukhov
  - 第28軍 – A.A.Luchinsky
  - 第3親衛戦車軍 – P.S. Rybalko
  - 第4親衛戦車軍 - D.D. Lelyushenko

空軍- A.A. Novikov
- 第2航空軍 - S.A.クラソフスキ（S.A.Krasovsky）
- 第16航空軍 - S.I. Rudenko
- 第18航空軍 – A.Y. Golovanov

### ドイツ軍
- 第9軍 – テオドーア・ブッセ
  - 第10SS装甲軍団 – マティアス・クラインハイスターカンプ
  - 第5SS山岳軍団 – フリードリヒ・イェッケルン
  - 第5軍団 – クルト・ヴェーガー（ドイツ語版）

- 支援部隊
  - 第21装甲師団
  - 第10SS装甲師団フルンツベルク

- 第12軍 – ヴァルター・ヴェンク
  - 第20軍団 – カール＝エリック・ケーラー（英語版）
  - 第39装甲軍団 – カール・アルント（英語版）[35]
  - 第41装甲軍団 – ルードルフ・ホルステ[36]
  - 第48装甲軍団 –  ヴォルフ・ハーゲマン（英語版）[37]